# Aphonopelma minchi
Aphonopelma minchi là một loài nhện trong họ Theraphosidae.
Loài này thuộc chi Aphonopelma. Aphonopelma minchi được miêu tả năm 1995 bởi Smith.